# À votre service (film)
Ne pas confondre avec « L'INRS à votre service », un court-métrage de 1980 réalisé également  par Henry Bonnière
Pour l’article homonyme, voir À votre service.
Pour plus de détails, voir Fiche technique et Distribution.
À votre service est un film documentaire de court métrage réalisé par Henry Bonnière, sorti en 1958. Il fut commandé par le service d'information des États-Unis dans le but de mieux faire accepter à la population française la présence des soldats des forces alliées de l'Organisation du traité de l'Atlantique nord (OTAN) sur le territoire national. Ce film est une apologie du développement coopératif des relations entre la France et l'OTAN.

## Synopsis
Dans un village de la campagne française, on assiste à la cohabitation au quotidien de militaires de l'OTAN et de civils, ce qui n'est pas toujours simple mais à la fin chacun comprend l'intérêt mutuel de vivre ensemble.

## Fiche technique
- Titre français : À votre service
- Réalisation : Henry Bonnière
- Scénario : James L. Shute
- Photographie : A. Militon
- Société de production : Europa Telefilm
- Société de distribution : United States Information Service
- Pays d'origine : France
- Langue originale : français
- Genre : documentaire politique
- Format : noir et blanc
- Durée : 9:38 minutes
- Date de sortie : 1958